# Brasilodontus mucuriensis
Brasilodontus mucuriensis is een rechtvleugelig insect uit de familie krekels (Gryllidae). De wetenschappelijke naam van deze soort is voor het eerst geldig gepubliceerd in 1992 door de Mello.
1. ↑  (en) Brasilodontus mucuriensis op de IUCN Red List of Threatened Species.